# Homalomena distans
Homalomena distans là một loài thực vật có hoa trong họ Ráy (Araceae). Loài này được Ridl. mô tả khoa học đầu tiên năm 1916.